# Falkfåglar
Falconiformes är en ordning som ibland kallas falkartade rovfåglar, falkfåglar eller falkar och karakaror. Gruppen har tidigare oftast förts till rovfåglarna vars systematik genom historien har klassificerats på många olika sätt. Under perioder när falkfåglarna ingått i gruppen rovfåglar har det vetenskapliga namnet Falconiformes hos vissa auktoriteter behandlats som synonym med Accipitriformes.
En studie från 2006, ledd av Per Ericson på Naturhistoriska riksmuseet i Stockholm, visade att falkfåglarna inte är närbesläktade med rovfåglarna i ordningen Accipitriformes utan istället är släkt med tättingarna (Passeriformes) och papegojfåglarna (Psittaciformes), varför falkfåglarna idag förs till den egna ordningen Falconiformes.
Falconiformes omfattar endast familjen Falconidae som traditionellt delats upp i de två underfamiljerna egentliga falkar (Falconinae) med ett 50-tal arter och karakaror (Polyborinae) med ett 20-tal arter. DNA-studier och morfologiska studier visar dock att familjen består av tre delar: (1) karakaror och Spiziapteryx (2) Falco, Polihierax och Microhierax samt (3) skogsfalkar i Herpetotheres och Micrastur. Den första och andra gruppen står närmast varandra, medan den tredje är mer basal. Fuchs et al. 2015 betraktade alla tre grupper som underfamiljer, medan South American Classification Committee ser dem som två: Herperotherinae och Falconinae (inklusive karakaror).
Ekologiskt och utseendemässigt skiljer sig dock de egentliga falkarna från karakarorna. De egentliga falkarna är snabba, flygskickliga rovfåglar som ofta tar sina byten i luften eller störtdykning efter ryttling, medan karakaror är långsammare och inte sällan asätare.
Det finns ett 70-tal arter inom ordningen Falconiformes i världen.

## Släkten i familjen
Listan nedan med släkten och antal nu levande arter följer IOC:
- Släkte Daptrius – svart karakara
- Släkte Ibycter – rödstrupig karakara
- Släkte Phalcoboenus – fyra eller fem arter karakaror, parafyletiskt gentemot Milvago, inkluderas av vissa i Daptrius
- Släkte Caracara – tofskarakara
- Släkte Milvago – två arter karakaror, parafyletiskt gentemot Phalcoboenus, inkluderas av vissa i Daptrius
- Släkte Herpetotheres – skrattfalk
- Släkte Micrastur – sju arter skogsfalkar
- Släkte Spiziapteryx – parakitfalk
- Släkte Polihierax – afrikansk pygméfalk
- Släkte Microhierax – fem arter pygméfalkar
- Släkte Neohierax – vitgumpsfalk, tidigare i Polihierax
- Släkte Falco – 38 arter

### Fossila släkten
- Parvulivenator (Tidig eocen i England)
- Stintonornis (Tidig eocen i England)
- Badiostes (Tidig miocen i Patagonien, Argentina)
- Falconidae gen. et sp. indet. (Tidig miocen i Chubut, Argentina)
- Falconidae gen. et sp. indet. (Tidig/mellersta miocen i Argentina)
- Pediohierax (Mellersta miocen i Nebraska, USA) – tidigare beskriven som Falco ramenta
- Falconidae gen. et sp. indet. (Sen miocen i Neuquén, Argentina)
- "Sushkinia" pliocaena (Tidig pliocen i Pavlodar, Kazakstan) – tillhör förmodligen Falco?